# Bahnhof Gronau (Westf)
Der Bahnhof Gronau (Westf) ist ein Bahnhof in der münsterländischen Stadt Gronau.
Er liegt an den beiden Bahnstrecken Münster–Enschede und Dortmund–Gronau. Neben diesem Bahnhof gab es auf dem Gebiet der heutigen Stadt Gronau insgesamt sechs weitere Bahnhöfe, von denen heute noch derjenige im Stadtteil Epe betrieben wird.

## Geschichte
Eröffnet wurde der damalige Bahnhof im September 1875 als Gemeinschaftsbahnhof der Dortmund-Gronau-Enscheder Eisenbahn-Gesellschaft und der Münster-Enscheder Eisenbahn-Gesellschaft. Letztere übernahm sich jedoch finanziell mit dem Vorhaben des Bahnbaus, der daraufhin durch die Königlich-Westfälische Eisenbahn-Gesellschaft fortgeführt wurde. Die beiden von Münster und Dortmund kommenden Strecken vereinigen sich hier zur gemeinsamen Weiterführung in das niederländische Enschede.
Am 18. Juli 1903 eröffnete die Nederlandsch-Westfaalsche Stoomtrein-Maatschappij eine Dampfstraßenbahnstrecke von Oldenzaal über Losser nach Gronau. Diese Bahn erhielt für die Zollabfertigung einen Bahnhof in Glane auf der niederländischen Seite der Grenze und einen eigenen Bahnhof „Gronau Holländische Bahn“ kurz vor dem eigentlichen Gronauer Bahnhof.
Knapp fünf Jahre später erhielt Gronau auch einen Eisenbahnanschluss nach Bad Bentheim durch die Bentheimer Eisenbahn. Deren Strecke verlief vom Gronauer Bahnhof aus nahe der deutsch-niederländischen Grenze nach Norden. Auf heutigem Gronauer Stadtgebiet folgten mit der Eröffnung dieser Strecke zwei weitere Stationen, der Bahnhof Bauverein in der Stadt selber und die Station Driland am „Dreiländereck“ Westfalen/Niedersachsen/Niederlande.
Auch durch die Eröffnung der Bahnstrecke Ochtrup–Rheine im Jahr 1905 vergrößerte sich das Verkehrsaufkommen im Bahnhof Gronau, da die Züge von Ochtrup bis Gronau durchgebunden wurden. In den Jahren 1914/1915 wurde der Bahnhof daher komplett umgebaut und erhielt neue Stellwerkstechnik sowie ein neues Empfangsgebäude, das bis heute vorhanden ist.
In der Zeit vor dem Zweiten Weltkrieg wurde auf vielen niederländischen Überlandstraßenbahnen der Betrieb stark verringert oder eingestellt, so auch auf der Strecke zwischen Oldenzaal und Gronau im Jahr 1936, die zwei Jahre später von Losser bis zur deutschen Grenze abgebrochen wurde. Der Rest der Strecke wurde im Zweiten Weltkrieg stillgelegt und abgetragen. Ähnlich erging es der Strecke nach Bad Bentheim einige Jahre später: Der Personenverkehr zwischen Gildehaus und Gronau wurde Ende Mai 1965 eingestellt (der verbleibende Abschnitt neun Jahre später), die Strecke 1981 endgültig stillgelegt und zwischen Gronau und Achterberg abgebaut.
Ebenfalls im Jahr 1981 wurde auch der Personenverkehr auf der mittlerweile zur Deutschen Bundesbahn gehörigen Strecke Gronau–Enschede eingestellt. Die Strecke wurde daraufhin am 15. Juni 1985 stillgelegt. Erst im Jahr 2001 erfolgte eine Wiederaufnahme des grenzüberschreitenden Personenverkehrs.
Seit 2008 werden Signale und Weichen im Bahnhof vom Elektronischen Stellwerk (ESTW) in Coesfeld ferngesteuert, zuvor gab es drei (ab 1953 noch ein) mechanische Stellwerke. Mit dem Anschluss an das ESTW ging auch eine weitere Vereinfachung der Gleisanlagen einher, nachdem bereits in den 1980er Jahren einige Gleise stillgelegt worden waren.

## Heutiger Zustand

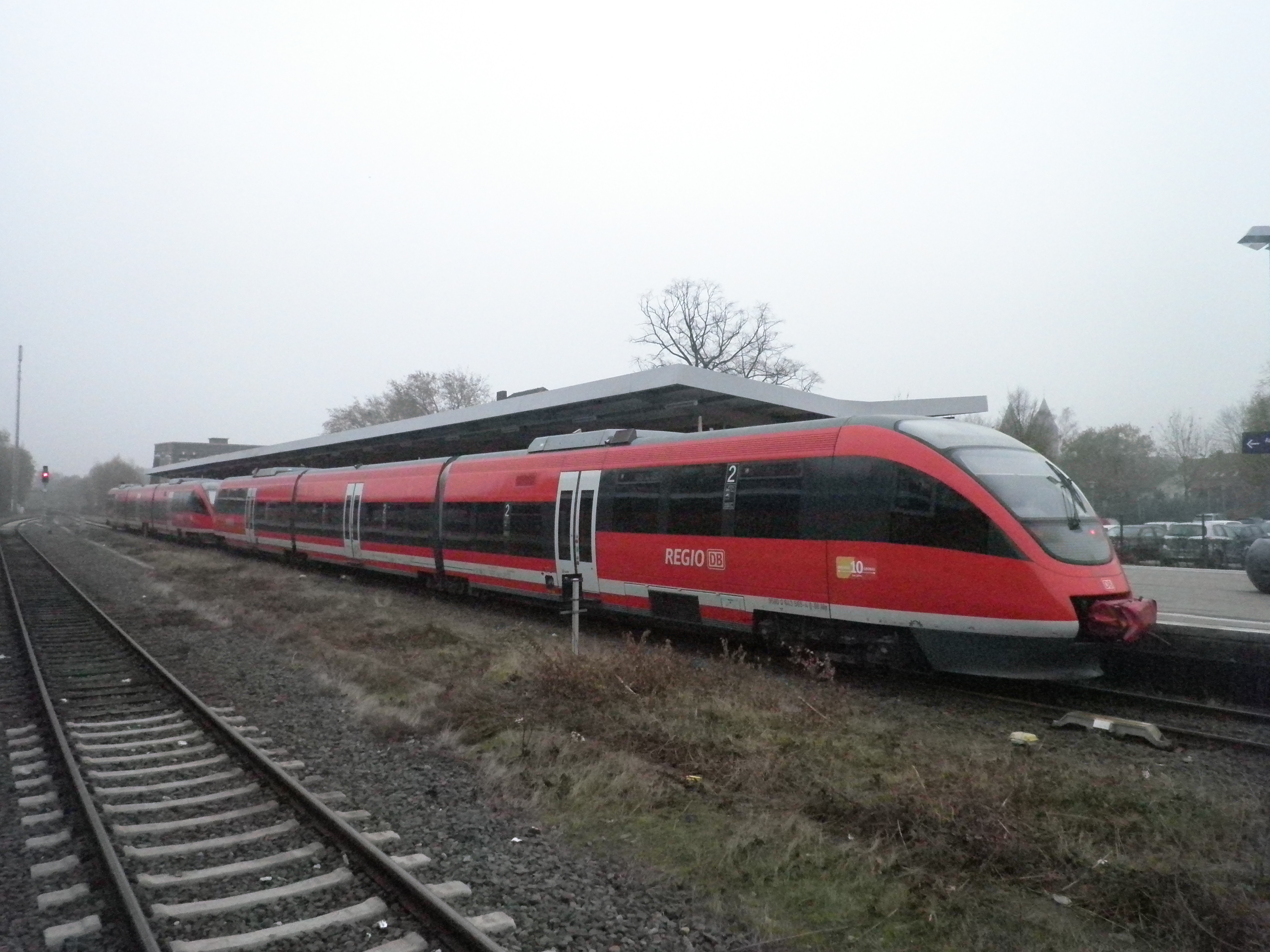
Baureihe 643 an Gleis 2

Heute existieren noch drei Bahnsteiggleise sowie auf der Enscheder Seite drei Abstellgleise.
Der Bahnhof wird abwechselnd von der Linie RB 51 (Dortmund–Enschede) und der Linie RB 64 (Münster–Enschede) bedient, die jeweils im Stundentakt verkehren und sich auf der Strecke nach Enschede tagsüber zu einem Halbstundentakt ergänzen. Das Empfangsgebäude beherbergt heute ein Kundencenter/Bahnagentur eines privaten Reisebüros, nachdem die vorher dort verkehrende Prignitzer Eisenbahn GmbH 2011 den Betrieb wieder an die DB abgegeben hat, eine Radstation mit Kiosk und Tourismusbüro sowie Dienststellen der DB Regio NRW, der Bundespolizei und von Westfalenbus.
Der direkt östlich an den Bahnhof anschließende Bahnübergang der Bahnhofstraße wurde 2009 aufgelassen und durch eine Unterführung der Zollstraße westlich des Bahnhofs ersetzt. Eine neue Unterführung für Fußgänger und Radfahrer entstand ebenfalls 2009 östlich der Bahnsteige, wobei der Inselbahnsteig mit den Gleisen 1 und 2 nun über einen Fahrstuhl auch barrierefrei erreichbar ist. Der Außenbahnsteig mit Gleis 3 ist über die Steinstraße ebenfalls barrierefrei erreichbar.
| Gleis | Typ            | Länge | Höhe  |
| ----- | -------------- | ----- | ----- |
| 1     | Inselbahnsteig | 120 m | 76 cm |
| 2     | Inselbahnsteig | 160 m | 76 cm |
| 3     | Außenbahnsteig | 160 m | 76 cm |

## Bedienungsangebot
Der Bahnhof Gronau (Westf) verfügt über keinen Schienenpersonenfernverkehr, er wird derzeit (Stand Frühjahr 2019) im Schienenpersonennahverkehr von folgenden Regionalbahnlinien bedient:
| Linie | Linienverlauf | Takt                                              | Betreiber |
| ----- | --- | ------------------------------------------------- | --------- |
| RB 51 | Westmünsterland-Bahn: Dortmund Hbf – Dortmund-Kirchderne – Dortmund-Derne – Lünen-Preußen – Lünen Hbf – Bork (Westf) – Selm-Beifang – Selm – Lüdinghausen – Dülmen – Lette (Kr Coesfeld) – Coesfeld (Westf) – Rosendahl-Holtwick – Legden – Ahaus – Epe (Westf) – Gronau (Westf) – Glanerbrug – Enschede De Eschmarke – Enschede Stand: Fahrplanwechsel Dezember 2023 | 60 min 20/40 min (Dortmund–Lünen, nicht sonntags) | DB Regio  |
| RB 64 | Euregio-Bahn: Enschede – Enschede De Eschmarke – Glanerbrug – Gronau (Westf) – Ochtrup – Metelen Land – Steinfurt-Burgsteinfurt – Steinfurt-Grottenkamp – Steinfurt-Borghorst – Nordwalde – Altenberge – Münster-Häger – Münster Zentrum Nord – Münster (Westf) Hbf Stand: Fahrplanwechsel Dezember 2021                                                              | 60 min                                            | DB Regio  |

Neben einigen Stadt- und Regionallinien verkehren am Bahnhof Gronau folgende Regio-, Express- und Nachtbusse:
| Linie | Verlauf | Takt                            | Betreiber                   |
| ----- | --- | ------------------------------- | --------------------------- |
| X80   | Bocholt, Bustreff – Bocholt – Rhede – Burlo – Oeding – Vreden – Alstätte – Gronau – Gildehaus – Bad Bentheim | 60 min (Mo–Fr), 120 min (Sa–So) | Regionalverkehr Münsterland |
| R77   | Ahaus – Heek – Epe – Gronau                                                                                  | 60 min (Mo–Sa), 120 min (So)    | Regionalverkehr Münsterland |
| N14   | Legden, Dorf Münsterland – Ahaus – Heek – Nienborg – Epe – Gronau                                            | 120 min (Sa auf So)             | Regionalverkehr Münsterland |